# ورقة 10 دولار نيوزيلندي
ورقة 10 دولار نيوزيلندي هي ورقة نقدية نيوزيلندية. صدرها بنك نيوزيلندا الاحتياطي أول مرة في 10 يوليو 1967 عندما غيرت نيوزيلندا عملتها من الجنيه النيوزيلندي إلى الدولار النيوزيلندي. في التصميم الأصلي كان على وجه الورقة صورة الملكة إليزابيث الثانية، ولكن منذ عام 1992 ظهر عليها صورة المدافعة عن حق المرأة في التصويت كيت شيبارد.

## التصميم
أصدرت سبع سلاسل مختلفة من الأوراق النقدية النيوزيلندية، أصدرت ورقة 10 دولار في السلسلة الثالثة.

### السلسلة الثالثة (1967–1981)
أصدرت ورقة 10 دولار الأولى في السلسلة الثالثة في 10 يوليو 1967. الورقة كانت قطنية. اختار التصميم لجنة في عام 1964 ضمت ألكسندر ماكلينتوك وستيوارت بيل ماكلينان والبروفيسور جون سيمبسون، عميد كلية الفنون الجميلة في جامعة كانتبري.
جميع أوراق هذه السلسلة كان على وجهها صورة الملكة إليزابيث الثانية وكانت العلامة المائية صورة جيمس كوك. وعلى الظهر طائر نيوزيلندي ونبات مرتبط بهذا الطائر. كان لون ورقة 20 دولار أزرق وعلى ظهرها ببغاء كيا.

### السلسلة الرابعة (1982–1993)
غير البنك الاحتياطي طابعته في أواخر عام 1981 مما أدى إلى تصنيع لوحات طباعة جديدة. كانت التغييرات الوحيدة في هذه السلسلة هي تغييرات طفيفة في الرسم وتحديث لصورة إليزابيث الثانية.

### السلسلة الخامسة (1993–1999)
أعيد تصميم الأوراق النقدية النيوزيلندية بالكامل في التسعينيات لتقديم لإضفاء طابع نيوزيلندي فريد عليها. على وجه الورقة كيت شيبارد أشهر مدافعة عن حق المرأة في التصويت في نيوزيلندا بجوارها كاميليا بيضاء رمز الاقتراع العام في نيوزيلندا، بين الصورة والكاميليا وضعت خريطة نيوزيلندا. وتصميم tukutuku الماوري المأخوذ من بيت اجتماعات تي-هاو-كي-تورانغا في متحف تي بابا. وعلى الظهر البطة الزرقاء وهي طير نيوزيلندي مهدد بالانقراض.
أصدرت ورقة 10 دولار في عام 1993 بمناسبة الذكرى المئوية لحصول المرأة على حق التصويت في نيوزيلندا في عام 1893.

### السلسلة السادسة (1999–2015)
غيرت نيوزيلندا في عام 1999 مادة أوراقها النقدية من الورق إلى البوليمر. أدى هذا التغيير إلى زيادة عمر الأوراق النقدية وإضافة ميزات أمان جديدة ومحسنة لمنع تزيف العملة. بقي تصميم السلسلة السابقة كما هو مع تعديلات طفيفة لميزات الأمان الجديدة.

### السلسلة السابعة (2015–الآن)
أصدرت ورقة 10 دولار الجديدة في أكتوبر 2015 مع ورقة خمسة دولارات وهي جزء من إصدار الأوراق النقدية من السلسلة 7 (التي وصفها البنك الاحتياطي بسلسلة الأكثر إشراقًا) أصدرت الأوراق النقدية الثلاثة المتبقية من السلسلة (20 دولار، 50 دولار، 100 دولار) في 7 في مايو 2016.
أصدرت السلسلة الجديدة لإضافة المزيد من ميزات الأمان إلى الأوراق النقدية النيوزيلندية. أظهرت دراسات البنك الاحتياطي الاستقصائية أن الجمهور النيوزيلندي كان راضيًا بشكل عام عن تصميم السلسلة الخامسة لذا لم تجرى إلا تعديلات قليلة جدا وطفيفة. فتحت درجة لون الورقة ووضعت الترجمة اللغة الماورية للبنك الاحتياطي (Te Putea Matua) وNew Zealand, Aotearoa على الظهر.
تأخر طرح ورقت 10 دولار و5 دولار لأن الأوراق النقدية الجديدة لم تصدر إلا بعد سحب الأوراق النقدية القديمة. تدوم الأوراق النقدية البوليمر أربعة أضعاف مدة الأوراق النقدية القطنية، يمكن العثور على العديد من الأوراق من السلسلة السادسة متداولة.

## الأوراق التذكارية

### ورقة 1990 التذكارية
أصدر البنك الاحتياطي طبعة خاصة من الورقة النقدية من فئة العشرة دولارات في عام 1990 لإحياء ذكرى مرور 150 عامًا على توقيع معاهدة وايتانغي في عام 1840. وجه الورقة كان مماثلاً إلى حد كبير للورقة العادية في ذلك الوقت. بالإضافة إلى شعار لجنة التي نظمت الاحتفالات التذكارية، وعلى الظهر مشهد توقيع المعاهدة. وعلى اليمين نص نيوزيلندا 1990 إحياءً لذكرى توقيع معاهدة وايتانغي 1840. الورقة مصنوعة من القطن ولونها أزرق غامق وفاتح.

### ورقة الألفية
أصدر البنك الاحتياطي ورقة تذكارية في عام 1999 للاحتفال بالألفية الجديدة في نيوزيلندا، وعلى عكس الورقة النقدية القياسية من فئة العشرة دولارات فهي لا تحتوي على صورة. وهي تصور بدلاً من ذلك قارب واكا للماوري وعبارة فجر عصر جديد يضيء الطريق لرحلة نيوزيلندا الدائمة للابتكار والاكتشاف، وعلى الظهر صور لراكبي أمواج وغواصين وقوارب ومتزلجي جبال، بالإضافة إلى عبارة الاحتفال بروح نيوزيلندا الحرة والسعي للمغامرة في الألفية الجديدة. لون الورقة الأساسي الأزرق والأرجواني مع بعض اللون الأصفر. أصدرت أكثر من ثلاثة ملايين من هذه الأوراق النقدية للتداول العام، وبدأ البنك الاحتياطي في سحبها في عام 2002. وهي الآن هدف لهواة جمع العملات، يمكن بيعها بمبلغ يصل إلى 88 دولارًا نيوزيلنديًا في عام 2020.